# Iglesia de Nuestra Señora de la Asunción (Albocácer)
La iglesia parroquial de Nuestra Señora de la Asunción es el templo parroquial de Albocácer (Provincia de Castellón, España). Está situada en la plaza Mayor, donde se sitúa también el Ayuntamiento.
Se trata de un templo de severo barroco, iniciada a finales del siglo XVII para sustituir al primitivo templo gótico que consta de tres naves sin crucero y capillas laterales, con bóvedas de medio cañón con lunetos. 
En su sobria fachada de piedra destaca la portada de dos cuerpos con pilastras adosadas la escultura de la Asunción de Ntra. Señora y un reloj de sol. 
El templo conserva un considerable número de piezas de orfebrería, ornamentos y restos de altares y el retablo de la Virgen de la Esperanza, bella muestra del gótico internacional, procedente de la ermita de esta devoción.